# Тодор Велев
Тодор Велев е български футболист и треньор. Състезателната му кариера преминава изцяло във ФК Локомотив (София), а като старши треньор има богата биография, както в България, така и в чужбина.

## Биография
Тодор Велев е роден на 14 януари 1935 година в Кумарица, Софийско.

### Като футболист
Започва своята кариера като ляв защитник във ФК Локомотив (София) през 1954 г. Играе там 13 сезона до 1967 г., като през 1964 г. е и шампион на България с отбора, а през 1957 г. и 1965 г. е вицешампион. През 1961 г. и 1963 г. е и Европейски железничарски първенец с ФК Локомотив (София). В националния отбор на България играе в два сезона – от 1959 г. до 1961 г.

### Като треньор
След приключване на състезателната си дейност, от 1967 г. до 1969 г. работи в отбора като заместник треньор под ръководството на Георги Берков. След това поема отбора на ФК Локомотив (Горна Оряховица) и е старши треньор там за два сезона – от 1972 г. до 1974 г., където се завръща и по-късно за още един сезон – през 1988/1989 г
През следващите два сезона, от 1974 г. до 1976 г., е старши треньор в кувейтския футболен клуб Ал Араби СК. След това заминава за Кипър, където поема за два сезона, от 1977 г. до 1979 г., първодивизионния „Пезопорикос Ларнака“.
След завръщането си в България през 1980 г. поема ФК Шумен за един сезон, а след това е старши треньор на юношеския отбор на ФК Локомотив от 1981 г. до 1983 г. През 1983 г. става старши треньор на титулярния отбор на ФК Локомотив (София) за два сезона.
През 1987 г. е старши треньор на ФК Дунав (Русе) за един сезон, а през сезоните 1990 г.-1992 г. е старши треньор на ФК Доростол (Силистра).
През 1992 г. заема позицията на Директор на Детско-юношеската школа на ФК Локомотив (София).
Завършва своята кариера в кипърския отбор Ермис Арадипу, където е старши треньор за два сезона от 1999 г. до 2001 г., като през последната година успява значително да подобри играта на отбора и да вкара Ермис Арадипу в кипърската Първа дивизия.